# Fuzzball
Fuzzballs sind hypothetische Objekte in der Superstringtheorie, die in diesem Rahmen eine vollständige Quantenbeschreibung der von der allgemeinen Relativitätstheorie vorhergesagten schwarzen Löchern ermöglichen sollen.
Die Fuzzball-Hypothese verzichtet auf die Singularität im Zentrum eines schwarzen Lochs, indem sie annimmt, dass der gesamte Bereich innerhalb des Ereignishorizonts eines schwarzen Lochs tatsächlich ein ausgedehntes Objekt ist: ein Ball aus Strings, die als die ultimativen Bausteine von Materie und Licht gelten. Nach der Stringtheorie sind Strings Bündel von Energie, die auf komplexe Weise in den drei bekannten Dimensionen sowie in zusätzlichen Dimensionen schwingen. Die Fuzzball-Hypothese skizziert Lösungen für zwei große offene Probleme in der Schwarzen-Loch-Physik. Erstens vermeidet sie die gravitative Singularität, die sich im Ereignishorizont eines Schwarzen Lochs befindet. Die allgemeine Relativitätstheorie sagt voraus, dass an der Singularität die Krümmung der Raumzeit unendlich wird, sodass sie das Schicksal von Materie und Energie, die hineinfällt, nicht bestimmen kann. Physiker gehen allgemein davon aus, dass die Singularität kein reales Phänomen ist, und suchen nach theoretischen Ansätzen zur Quantengravitation, wie die Superstringtheorie, um ihre wahre Natur zu erklären. Zweitens machen sie einen Vorschlag zur Lösung des Informationsparadoxons bei schwarzen Löchern: Die Quanteninformation der Materie, die in ein Schwarzes Loch fällt, wird hinter dem Ereignishorizont eingeschlossen und scheint vollständig aus dem Universum zu verschwinden, wenn das Schwarze Loch aufgrund der Hawking-Strahlung verdampft. Dies würde ein fundamentales Gesetz der Quantenmechanik verletzen, das verlangt, dass Quanteninformation erhalten bleibt.
Da es keine direkten experimentellen Beweise für die Stringtheorie im Allgemeinen oder für Fuzzballs im Besonderen gibt, sind beide rein das Produkt von Berechnungen und theoretischer Forschung. Die Existenz von Fuzzballs könnte jedoch durch die Gravitationswellenastronomie testbar sein.

## Physikalische Eigenschaften

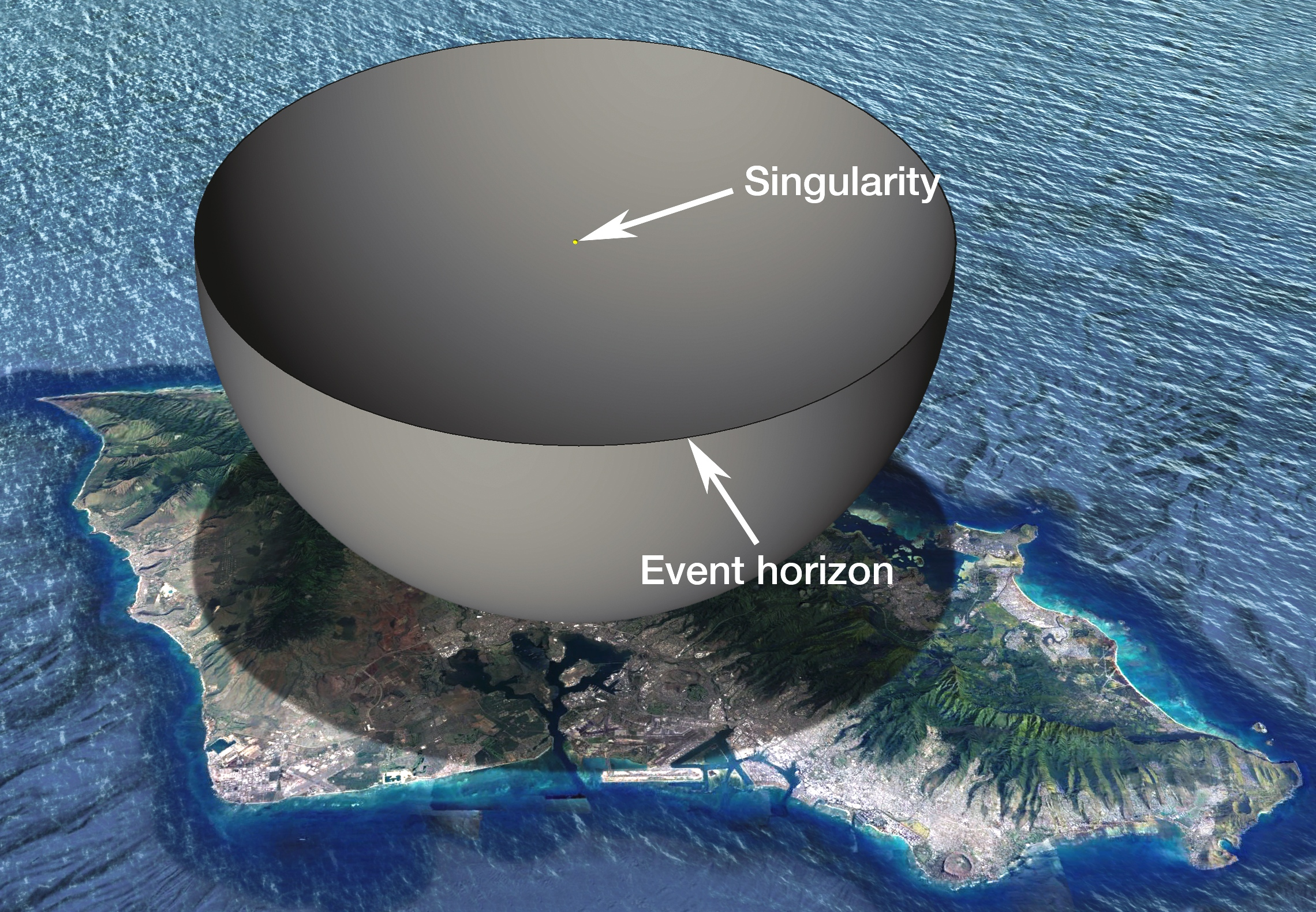
Über der hawaiianischen Insel Oahu ist zur Veranschaulichung der Größenverhältnisse der Querschnitt eines Schwarzen Lochs mit 6,8 Sonnenmassen und einem Durchmesser von 40 Kilometern dargestellt (vereinfacht als nicht rotierend und perfekt sphärisch). Es besteht aus einer Singularität, einem Ereignishorizont und einem leerem Raum dazwischen, der von der Raumzeit abgeschnitten ist. Die Fuzzball-Hypothese nimmt an, dass Schwarze Löcher aus degenerierter Materie bestehen und ihre physische Oberfläche den Ereignishorizont bildet.

### Zusammensetzung in der Stringtheorie
Samir D. Mathur von der Ohio State University veröffentlichte zwischen 2001 und 2012 acht wissenschaftliche Arbeiten, unterstützt von dem Postdoktoranden Oleg Lunin, der zu den ersten beiden Papieren beitrug. In diesen Arbeiten wird vorgeschlagen, dass Schwarze Löcher sphärenähnliche, ausgedehnte Objekte mit einem bestimmten Volumen sind und aus Strings bestehen. Das unterscheidet sich von der klassischen Vorstellung von Schwarzen Löchern, bei der sich im Zentrum eine Singularität befindet. Diese wird als ein null-dimensionaler, null-volumiger Punkt betrachtet, in dem die gesamte Masse eines Schwarzen Lochs bei unendlicher Dichte konzentriert ist, umgeben von einem Ereignishorizont, der viele Kilometer entfernt ist, unter dem Licht nicht entkommen kann.
Alle Varianten der Stringtheorie gehen davon aus, dass die fundamentalen Bestandteile subatomarer Teilchen, einschließlich der Austauschteilchen (z. B. Photonen und Gluonen), in Wahrheit Energiefäden sind, die ihre Identität und jeweilige Masse durch Vibrationen in unterschiedlichen Modi und Frequenzen annehmen. Das Fuzzball-Konzept basiert auf einer speziellen Variante der Superstringtheorie namens Typ IIB (siehe auch String-Dualität), die besagt, dass Strings sowohl „offen“ (doppelseitige Entitäten) als auch „geschlossen“ (Schleifen-Entitäten) sind und dass es 9 + 1 Raumzeitdimensionen gibt, wobei fünf der sechs zusätzlichen Raumdimensionen „kompaktifiziert“ sind.
Im Gegensatz zur Vorstellung eines schwarzen Lochs als Singularität kann ein kleiner Fuzzball als ein extradichter Neutronenstern betrachtet werden, bei dem die Neutronen einen Phasenübergang durchlaufen haben und zerfallen sind, wodurch die Quarks, aus denen sie bestehen, freigesetzt wurden. Dementsprechend wird angenommen, dass Fuzzballs die Endphase degenerierter Materie darstellen. Mathur berechnete, dass die physischen Oberflächen von Fuzzballs einen Radius haben, der dem des Ereignishorizonts klassischer schwarzer Löcher entspricht; somit beträgt der Schwarzschild-Radius eines gewöhnlichen schwarzen Lochs von etwa 6,8 Sonnenmassen (M☉) 20 Kilometer, wenn die Auswirkungen einer Rotation nicht betrachtet werden. Er stellte auch fest, dass der Ereignishorizont eines Fuzzballs in einem sehr kleinen Maßstab (wahrscheinlich in der Größenordnung von wenigen Planck-Längen) sehr unscharf wäre, daher der Name „Fuzzball“.
Bei klassischen schwarzen Löchern wird angenommen, dass Objekte, die den Ereignishorizont auf ihrem Weg zur Singularität durchqueren, in einen Bereich gekrümmter Raumzeit eintreten, in dem die Fluchtgeschwindigkeit die Lichtgeschwindigkeit überschreitet – dieser Bereich ist strukturlos. Darüber hinaus wird an der Singularität – dem Herzen eines klassischen schwarzen Lochs – angenommen, dass die Raumzeit selbst katastrophal zusammenbricht, da unendliche Dichte eine unendliche Fluchtgeschwindigkeit erfordert; solche Bedingungen sind mit der bekannten Physik nicht vereinbar. Im Rahmen der Fuzzball-Prämisse jedoch wird angenommen, dass die Strings auf die Oberfläche des Fuzzballs fallen und in diesen aufgenommen werden. Diese Oberfläche befindet sich am Ereignishorizont – der Schwelle, an der die Fluchtgeschwindigkeit die Lichtgeschwindigkeit erreicht hat.
Ein Fuzzball beeinflusst Raumzeit, Photonen und alles andere, was nicht äußerst nah an seine Oberfläche herankommt, auf genau die gleiche Weise wie das klassische Modell eines schwarzen Lochs, das eine Singularität in seinem Zentrum aufweist. Die beiden Modelle unterscheiden sich nur auf der Quantenebene; das heißt, klassische schwarze Löcher und Fuzzballs unterscheiden sich nur in ihrer inneren Zusammensetzung und in der Art und Weise, wie sie virtuelle Teilchen beeinflussen, die nahe ihrem Ereignishorizont entstehen (siehe auch Informationsparadoxon).

### Dichten
Fuzzballs werden weniger dicht, je mehr ihre Masse zunimmt, aufgrund der für sie vermuteten sogenannten fraktionalen Spannung. Demnach werden, wenn Materie oder Energie (also Strings) auf einen Fuzzball fallen, nicht einfach die neuen Strings zum Fuzzball hinzugefügt, sondern die Strings verbinden sich miteinander. Dabei wird alle Quanteninformation der herabfallenden Strings Teil der nun größeren und komplexeren Strings. Aufgrund der fraktionalen Spannung verringert sich die Spannung der Strings exponentiell, je komplexer sie werden und je mehr Vibrationsmoden sie haben, wodurch sie sich auf beträchtliche Längen entspannen. Die Stringtheorie-Formeln von Mathur und Lunin ergeben Fuzzball-Oberflächenradien, die den Schwarzschild-Radien entsprechen, die Karl Schwarzschild Jahrzehnte zuvor mit einer völlig anderen mathematischen Methode berechnet hatte.
Da das Volumen von Fuzzballs eine Funktion des Schwarzschild-Radius ist (2953 Meter pro M☉ für ein nicht-rotierendes schwarzes Loch), haben Fuzzballs eine variable Dichte, die mit dem Quadrat der Masse abnimmt (doppelte Masse bedeutet doppelt so großen Durchmesser, was achtmal das Volumen ergibt, und damit ein Viertel der Dichte). Ein typischer 6,8 M☉ Fuzzball hätte eine mittlere Volumendichte von 4,0·10¹⁷ kg/m³. Ähnlich wie bei Neutronensternen, der Sonne und ihren Planeten variiert die Dichte eines Fuzzballs von der Oberfläche, wo sie weniger dicht ist, bis hin zu seinem Zentrum, wo sie am dichtesten ist. Ein kleines Wassertropfen-großes Volumenelement eines solchen nicht-rotierenden Fuzzballs würde im Durchschnitt eine Masse von zwanzig Millionen metrischen Tonnen haben, was dem Gewicht einer Granitkugel mit einem Durchmesser von 243 Metern entspricht.
Obwohl solche Dichten nahezu unvorstellbar sind, sind sie, mathematisch betrachtet, keineswegs unendlich – etwa so hoch wie die von Neutronensternen.
Da die mittlere Dichte von Fuzzballs (und die effektive Dichte von klassischen schwarzen Löchern) mit dem Quadrat der Masse abnimmt, sind Fuzzballs mit mehr als 7 M☉ weniger dicht als Neutronensterne mit der für sie minimal möglichen Dichte. Aufgrund der Umkehr-Quadrat-Regel für Masse und Dichte ist denkbar, dass Fuzzballs nicht die dichtesten Körper sind. Supermassive schwarze Löcher, die sich im Zentrum fast aller Galaxien befinden, könnten moderate Dichten haben. Zum Beispiel hat Sagittarius A*, das schwarze Loch im Zentrum unserer Milchstraße, eine Masse von 4,3 Millionen M☉. Das Fuzzball-Modell sagt voraus, dass ein nicht-rotierendes supermassives schwarzes Loch mit dieser Masse eine mittlere Dichte hat, die „nur“ 51-mal so hoch ist wie die von Gold. Zudem würde ein nicht-rotierender Fuzzball mit einer Masse von 3,9 Milliarden M☉ (ein ziemlich großes supermassives schwarzes Loch) einen Radius von 77 astronomischen Einheiten haben – etwa die gleiche Größe wie die Randstoßwelle der Heliosphäre des Sonnensystems – und eine mittlere Dichte wie die Erdatmosphäre auf Meereshöhe (1,2 kg/m³).

### Neutronenstern-Kollaps
Schwarze Löcher entstehen auf verschiedene Weise, die meisten dieser Prozesse sind mit äußerst massiven Massenabgabeereignissen verbunden, wie Supernovae, Kilonovae und Hypernovae. Ein akkretierender Neutronenstern (ein Stern, der langsam Masse von einem Begleitstern absaugt) jedoch, der eine kritische Massengrenze, Mmax, überschreitet, wird plötzlich und relativ unspektakulär zu einem schwarzen Loch kollabieren. Ein solcher Kollaps kann als nützliche Fallstudie dienen, wenn man die Unterschiede zwischen den physikalischen Eigenschaften von Neutronensternen und dem schwarzen Loch, das nach dieser Hypothese ja ein Fuzzball ist, untersucht.
Neutronensterne haben eine maximale mögliche Masse, die als Tolman-Oppenheimer-Volkoff-Grenze bekannt ist; der exakte Wert dieser Grenze ist nicht genau bekannt, aber man geht davon aus, dass sie zwischen 2,2 M☉ und 2,9 M☉ liegt. Wenn ein Neutronenstern diese Grenze überschreitet, kann der Neutronen-Entartungsdruck der Schwerkraft nicht mehr standhalten und der Stern kollabiert schnell, bis ein neuer physikalischer Prozess einsetzt. In der allgemeinen Relativitätstheorie erreicht der kollabierende Neutronenstern eine kritische Dichte und bildet einen Ereignishorizont; für das äußere Universum wird er zu einem schwarzen Loch, und der Kollaps schreitet in Richtung einer gravitativen Singularität fort. Im Fuzzball-Modell zersetzen sich die Hadronen in seinem Kern (Neutronen und vielleicht eine kleine Menge Protonen und Mesonen) in das, was als die endgültige Phase degenerierter Materie angesehen werden könnte: eine Kugel von Strings, die das Fuzzball-Modell als die wahre Quantenbeschreibung nicht nur von schwarzen Löchern, sondern auch von theoretisierten Quarksternen, die aus Quarkmaterie bestehen, voraussagt.

## Informationsparadoxon
Schwarze Löcher beinhalten ein Problem für die Physik, das als Informationsparadoxon des schwarzen Lochs bekannt ist; es entsteht aus einer Forderung der Quantenmechanik, dass Quanteninformation erhalten bleiben muss, was im Widerspruch zur allgemeinen Relativitätstheorie steht, die besagt, dass, schwarze Löcher mit Singularitäten in ihren Zentren Quanteninformation aus der Raumzeit auslöschen. 
Die Fuzzball-Theorie behauptet, diesen Widerspruch zu lösen, weil die Typ-IIB-Superstringtheorie, auf der sie basiert, eine Quantenbeschreibung der Gravitation ist, eine Supergravitation.
Ein schwarzes Loch, das hauptsächlich von der stellaren Atmosphäre (Protonen, Neutronen und Elektronen) eines nahegelegenen Begleitsterns gefüttert wird, sollte, wenn es den bekannten Gesetzen der Quantenmechanik folgt, eine andere Quantenkomposition haben als ein schwarzes Loch, das nur von Licht (Photonen) benachbarter Sterne und der kosmischen Mikrowellenhintergrundstrahlung gefüttert wird. Dies folgt einem grundlegenden Prinzip sowohl der klassischen als auch der Quantenphysik, dass im Prinzip der Zustand eines Systems zu einem bestimmten Zeitpunkt seinen Zustand zu jedem anderen Zeitpunkt bestimmen sollte.
Die Implikationen der allgemeinen Relativitätstheorie für klassische schwarze Löcher sind: Abgesehen davon, dass die beiden schwarzen Löcher aufgrund der hereinfallenden Materie bzw. Energie zunehmend massiver werden, würde es keinen Unterschied in ihrer Quantenkomposition geben, da schwarze Löcher, wenn Singularitäten null Volumen haben, keine Quantenkomposition besitzen. Darüber hinaus könnte, selbst wenn Quanteninformation nicht in Singularitäten ausgelöscht würde, diese Information nicht gegen die unendliche Gravitationsintensität bis zum Ereignishorizont gelangen, wo sie sich in der normalen Raumzeit offenbaren könnte. Dies wird als No-Hair-Theorem bezeichnet, das besagt, dass schwarze Löcher nichts über sich selbst an äußere Beobachter offenbaren können, außer ihrer Masse, ihrem Drehimpuls und ihrer elektrischen Ladung, wobei Letztere theoretisch durch das Phänomen der Superradianz enthüllt werden könnte.
Stephen Hawking zeigte, dass Quantenwirkungen schwarze Löcher wie Schwarzkörperstrahler erscheinen lassen, mit effektiven Temperaturen, die umgekehrt proportional zur Masse eines schwarzen Lochs sind. Diese Strahlung, die als Hawking-Strahlung bezeichnet wird, kann das No-Hair-Theorem nicht umgehen, da sie nur die Masse eines schwarzen Lochs offenbaren kann. Für alle praktischen Zwecke ist die Hawking-Strahlung undetektierbar.
In einem rein theoretischen Sinne geht die Fuzzball-Theorie über Hawking's Formel hinaus, indem sie die Schwarzkörpertemperatur der Hawking-Strahlung und die Masse des schwarzen Lochs, das sie abstrahlt, miteinander verknüpft. Die Fuzzball-Theorie erfüllt die Anforderung, dass Quanteninformation erhalten bleibt, da sie zum Teil besagt, dass die Quanteninformation der Strings, die auf einen Fuzzball fallen, erhalten bleibt, während diese Strings in den Fuzzball aufgelöst werden und zu dessen quantenmechanischer Zusammensetzung beitragen. Die Theorie besagt weiter, dass die Quanteninformation eines Fuzzballs nicht nur an seiner Oberfläche ausgedrückt wird, sondern durch die „tunnelnde“ Unschärfe des Ereignishorizonts hindurch aufsteigt, wo sie auf die Hawking-Strahlung geprägt werden kann, die diese Information sehr langsam in die reguläre Raumzeit trägt, in Form von zarten Korrelationen in den ausgehenden Quanten.
Die vorgeschlagene Fuzzball-Theorie löst eine bedeutende Unvereinbarkeit zwischen Quantenmechanik und allgemeiner Relativitätstheorie. Derzeit gibt es keine allgemein akzeptierte Theorie der Quantengravitation – einer quantenmechanischen Beschreibung der Gravitation –, die mit der allgemeinen Relativitätstheorie in Einklang steht. Allerdings ist in allen fünf Varianten der Superstringtheorie, einschließlich der Typ-IIB-Variante, auf der die Fuzzball-Theorie basiert, die Quantengravitation integriert. Darüber hinaus wird angenommen, dass alle fünf Versionen tatsächlich fünf verschiedene Grenzfälle oder Teilmengen darstellen, die unter der M-Theorie vereint sind.

## Testbarkeit der Theorie
Weder für die String- noch für die Fuzzball-Theorie gibt es experimentelle Beweise. Um testbar zu sein und akzeptiert zu werden, müssen Theorien Vorhersagen machen, die durch Beobachtungen bestätigt werden. Da die Fuzzball-Theorie in der Superstringtheorie verwurzelt ist, was eine Abkürzung für die supersymmetrische Stringtheorie ist, würde die experimentelle Detektion von Superpartnern nicht nur die Superstringtheorie stützen, sondern auch die Fuzzball-Theorie wahrscheinlicher machen. Die Superstringtheorie sagt die Existenz kurzlebiger Partikel voraus, die bisher nicht nachgewiesen werden konnten. 

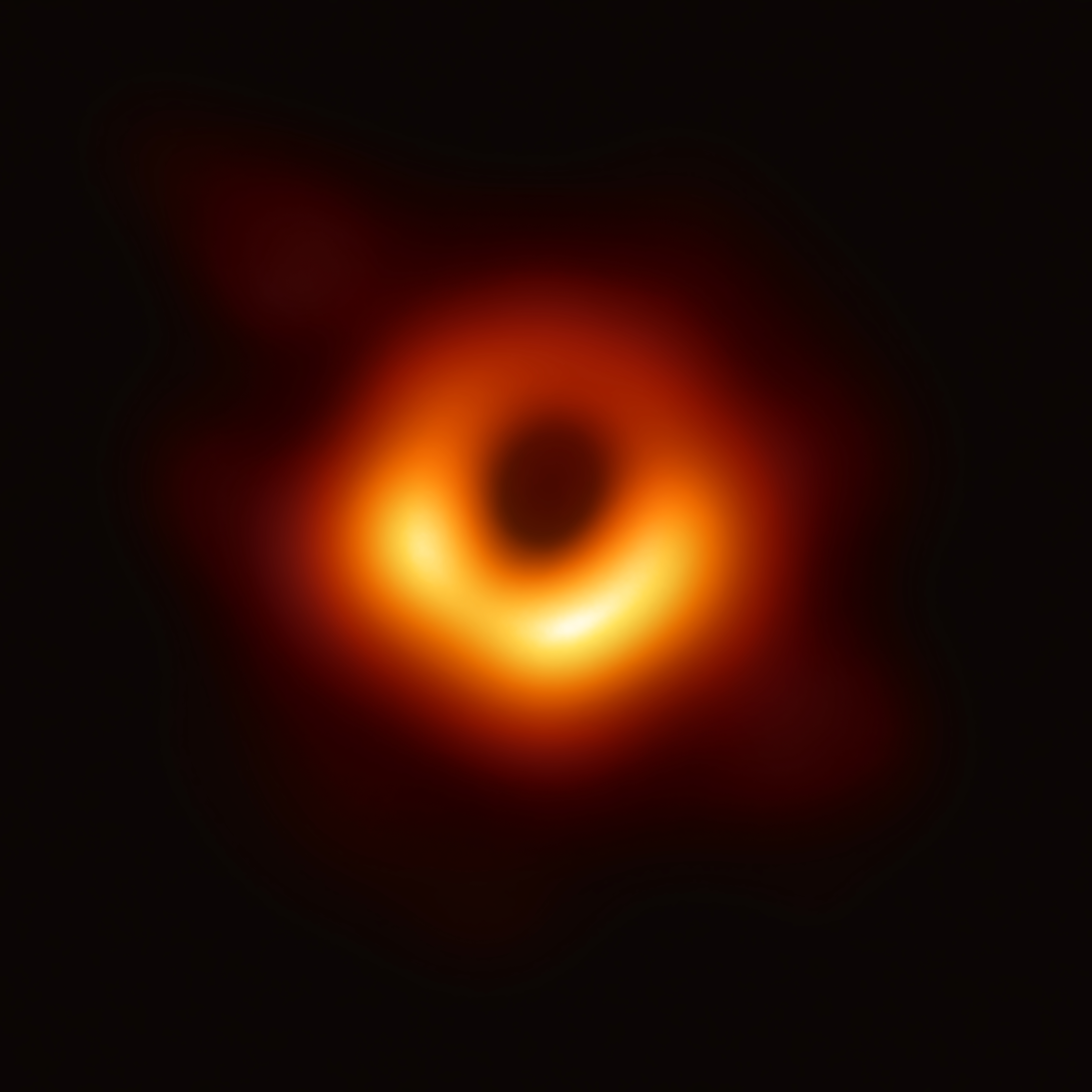
Dies ist eine Falschfarbenansicht des supermassiven Schwarzen Lochs M87* im Zentrum der Galaxie Messier 87. Dieses Bild wurde mit Mikrowellen bei 230 GHz (1,3 mm) aufgenommen. Mit etwa 6,5·10⁹ M_{☉} strahlt M87* unsichtbare Hawking-Strahlung aus, deren Spitzenemissionswellenlänge 43 Mal größer ist als der Umlaufdurchmesser des Neptuns.

Da die Quanteninformation in Fuzzballs erhalten bleibt und die Hawking-Strahlung, die innerhalb des Planck-Skalen-Quantenschaums knapp oberhalb der Oberfläche eines Fuzzballs entsteht, subtil mit dieser Information codiert ist, sagt die Fuzzball-Theorie subtile Effekte auf die Hawking-Strahlung voraus. 
Praktisch gesehen ist Hawking-Strahlung jedoch nahezu unmöglich zu detektieren, da Schwarze Löcher sie mit astronomisch niedrigen Leistungsniveaus aussenden und die einzelnen Photonen, die die Hawking-Strahlung ausmachen, außergewöhnlich wenig Energie besitzen. 
Hawking zeigte, dass die Energie der Photonen, die durch Hawking-Strahlung freigesetzt werden, umgekehrt proportional zur Masse eines Schwarzen Lochs ist, und folglich emittieren die kleinsten Schwarzen Löcher die energiereichsten Photonen, die am wenigsten schwer zu detektieren sind. Die Strahlung, die jedoch selbst von einem minimalen Schwarzen Loch (oder Fuzzball) mit 2,7 M☉ ausgestrahlt wird, besteht aus extrem niederenergetischen Photonen, die denen entsprechen, die von einem schwarzen Körper mit einer Temperatur von etwa 23 Milliardstel eines Kelvins über dem absoluten Nullpunkt ausgestrahlt werden. Noch herausfordernder ist, dass ein solches Schwarzes Loch eine abgestrahlte Leistung – für das gesamte Schwarze Loch – von 1,2·10⁻²⁹ Watt hat. Solch eine kleine übertragene Leistung ist zu einem Watt, wie der 1⁄3000 Bruchteil eines Wassertropfens (etwa ein Viertel des Volumens eines typischen Salzkornes) zu allen Ozeanen der Erde.
Kritisch betrachtet stellt sich das Problem bei solch schwachen Signalen nicht mehr in Bezug auf klassische technologische Herausforderungen der Radiowellenastronomie wie Verstärkung und Signal-Rausch-Verhältnis. Die Hawking-Strahlung besteht aus einzelnen Photon-Quanten, und ein so schwaches Signal bedeutet, dass ein 2,7 M☉  Schwarzes Loch höchstens nur zehn Photonen pro Sekunde aussendet. Selbst wenn ein solches Schwarzes Loch nur 100 Lichtjahre entfernt wäre, wären die Chancen, dass eines seiner Hawking-Strahlungsphotonen irgendwo auf der Erde landet – ganz zu schweigen davon, dass es von einer Antenne erfasst wird – während ein Mensch zuschaut, astronomisch gering. Wichtig ist, dass die oben genannten Werte für die kleinsten möglichen stellaren Schwarzen Löcher gelten; weitaus schwieriger zu detektieren ist die Hawking-Strahlung, die von supermassiven Schwarzen Löchern im Zentrum von Galaxien emittiert wird. Zum Beispiel emittiert M87*, ein unauffälliges supermassives Schwarzes Loch, Hawking-Strahlung mit einer nahezu nicht existierenden Strahlungsleistung von höchstens 13 Photonen pro Jahrhundert und tut dies mit einer Wellenlänge, die so groß ist, dass eine Empfangsantenne, die auch nur einen bescheidenen Grad an Absorptionseffizienz aufweist, größer als das Sonnensystem wäre.
Allerdings könnte die Fuzzball-Theorie durch 
Gravitationswellenastronomie testbar sein. Gravitationswellenobservatorien wie das Laser Interferometer Gravitational-Wave Observatory (LIGO) haben sich als revolutionärer Fortschritt in der Astronomie erwiesen und ermöglichen es Astronomen und theoretischen Physikern, immer detailliertere Einblicke in kompakte Objekte wie Neutronensterne und Schwarze Löcher zu entwickeln. Ein italienisches Team von Wissenschaftlern, das Computersimulationen durchführte, schlug 2021 vor, dass bestehende Gravitationswellenobservatorien in der Lage sind, Beweise zu finden, die die Fuzzball-Theorie unterstützen, indem sie die Signale von verschmelzenden binären Schwarzen Löchern untersuchen (und die resultierenden Auswirkungen auf die Ringdown-Prozesse). Die Simulationen des Teams sagten langsamere als erwartete Zerfallsraten für bestimmte Schwingungsmodi voraus, die auch von „Echos“ früherer Ringoszillationen dominiert werden würden. Ein weiteres italienisches Team hatte bereits ein Jahr zuvor die Hypothese aufgestellt, dass zukünftige Gravitationswellen-Detektoren, wie die vorgeschlagene Laser Interferometer Space Antenna (LISA), die in der Lage sein soll, hochmassige binäre Verschmelzungen bei Frequenzen weit unterhalb der Grenzen der aktuellen Observatorien zu beobachten, die Fähigkeit verbessern würden, Aspekte der Fuzzball-Theorie um ein Vielfaches zu bestätigen.